# Fony
Fony este un sat în districtul Gönc, județul Borsod-Abaúj-Zemplén, Ungaria, având o populație de 365 de locuitori (2011). 

## Demografie
Componența etnică a satului Fony
     Maghiari (85,89%)
     Romi (13,19%)
     Slovaci (0,92%)
Componența confesională a satului Fony
     Romano-catolici (50,14%)
     Reformați (11,51%)
     Fără religie (3,29%)
     Greco-catolici (1,37%)
     Necunoscută (32,88%)
     Luterani (0,82%)
     Alte religii (0,82%)
Conform recensământului din 2011, satul Fony avea 365 de locuitori. Din punct de vedere etnic, majoritatea locuitorilor (85,89%) erau maghiari, cu o minoritate de romi (13,19%).  Din punct de vedere confesional, majoritatea locuitorilor (50,14%) erau romano-catolici, existând și minorități de reformați (11,51%), persoane fără religie (3,29%) și greco-catolici (1,37%). Pentru 32,88% din locuitori nu este cunoscută apartenența confesională.